# Shastasauridae
Famille
Genres de rang inférieur
- † Shastasaurus
- † Besanosaurus
- † Guanlingsaurus
- † Guizhouichthyosaurus
- † Shonisaurus
- † Callawayia

Les Shastasauridae (shastasauridés en français) constituent une famille éteinte  d'Ichthyosauria très grands à géants, à corps allongé, appartenant au clade des Merriamosauria. Ils ont vécu du Trias moyen (Ladinien) au moins jusqu'au Trias supérieur (Rhétien), soit il y a environ entre 242 et 201 Ma (millions d'années), avec un pic de diversité au Carnien,,. Ils ont vécu en Europe, en Amérique du Nord et en Chine. 
La question se pose de savoir si des représentants de cette famille ont réussi à survivre à l'extinction du Trias-Jurassique, il y a 201 Ma, à la suite de la découverte en 2015 d'un très grand radius de shastasauridé dans le Jurassique basal du pays de Galles à Penarth près de Cardiff. La longueur estimée de l'animal serait entre 12 et 15 mètres. Sa présence si elle est confirmée par la découverte de restes fossiles plus complets, en ferait un taxon Lazare post extinction massive de la fin du Trias.
La famille des shastasauridés a été créée en 1895 par Campbell Merriam.

## Liste des genres
Selon le paléontologue C. Ji et ses collègues en 2016, la famille comprend six genres :
- † Shastasaurus ;
- † Besanosaurus ;
- † Guanlingsaurus ;
- † Guizhouichthyosaurus ;
- † Shonisaurus ;
- † « Callawayia » wolonggangensis.

Le genre Himalayasaurus a été un temps rattaché à la famille des Shastasauridae,, mais il n'apparait plus dans les études phylogénétiques de 2013 (C. Ji et ses collègues) et 2016 (D.-Y. Jiang et ses collègues et C. Ji et ses collègues).

## Description

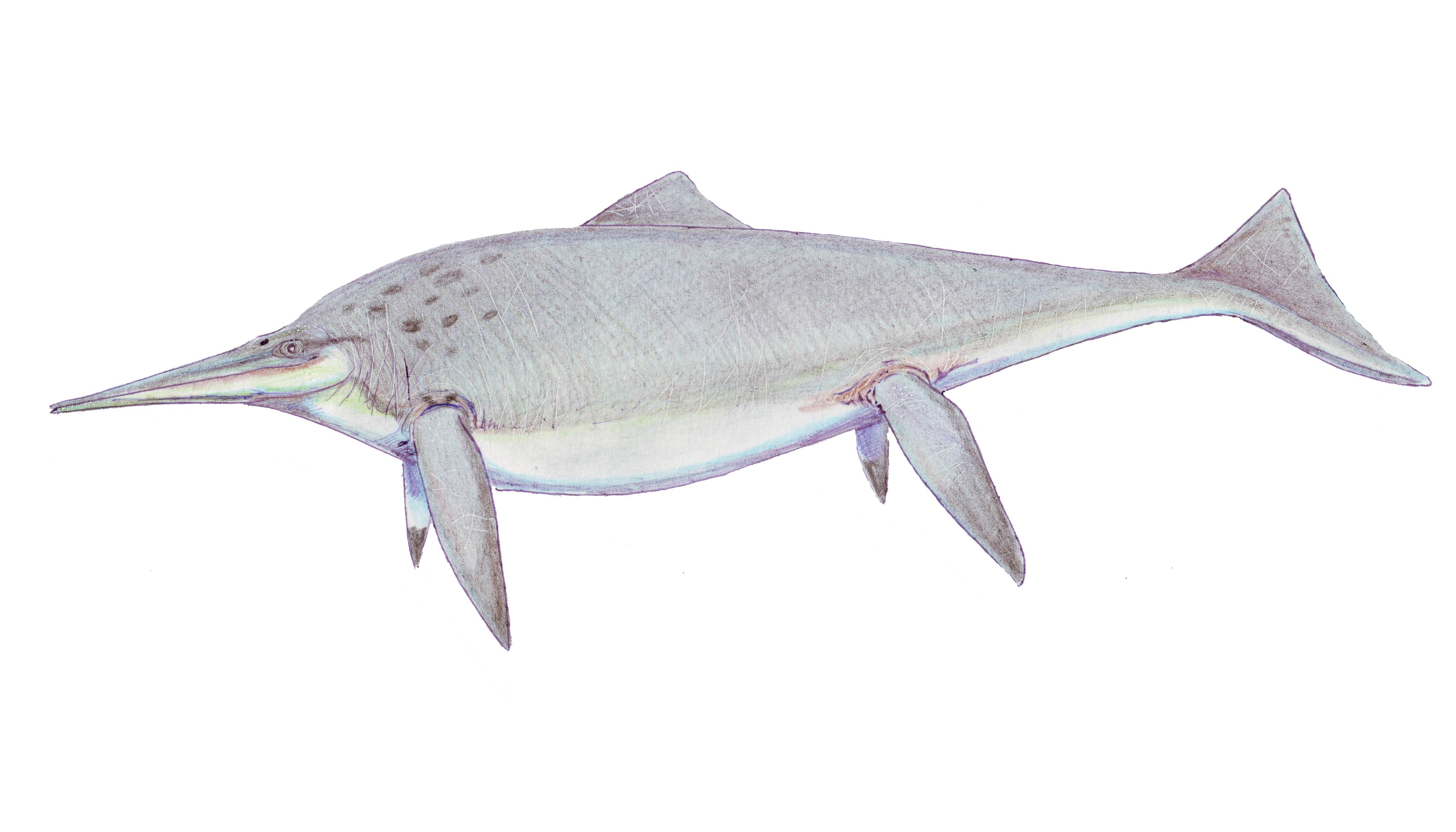
Dessin d'un shastasauridé : Shonisaurus popularis.

Les Shastasauridae sont de grande taille, de 5,40 mètres pour Besanosaurus leptorhynchus, jusqu'à 21 mètres pour Shonisaurus sikanniensis découvert en  Colombie britannique au Canada et décrit en 2004 par Elisabeth Nicholls et Makoto Manabe,. Il est considéré comme un des plus grands reptiles marins de tous les temps.
Ils sont caractérisés par un nombre de vertèbres pré-caudales supérieur à 55.
En 2018, Dean R. Lomax et ses collègues décrivent un os isolé, un surangulaire gauche de la mandibule d'un ichtyosaure, découvert dans le  Rhétien de la côte anglaise du Somerset à Lilstock (en). D'après les proportions de la partie postérieure de cet os qui mesure 24 centimètres de haut contre 19 centimètres pour le spécimen canadien de Shonisaurus sikanniensis et 4,8 centimètres pour le petit Besanosaurus, ils estiment que l'animal, un ichtyosaure non identifiable montrant des affinités avec les shastasauridés, aurait pu mesurer entre 20 et 26 mètres.